# Polycyathus norfolkensis
Espèce
Statut CITES
Polycyathus norfolkensis est une espèce de coraux appartenant à la famille des Caryophylliidae.